# If I Can't Have You (Shawn Mendes)
If I Can't Have You è un singolo del cantante canadese Shawn Mendes, pubblicato il 3 maggio 2019 come primo estratto dalla ristampa del terzo album in studio Shawn Mendes.

## Video musicale
Il video musicale è stato reso disponibile il 3 maggio 2019, in concomitanza con l'uscita del brano.

## Tracce
Testi e musiche di Shawn Mendes, Scott Harris, Teddy Geiger e Nate Mercereau.
Download digitale, streaming
1. If I Can't Have You – 3:10

CD singolo, MC, 7"
1. If I Can't Have You – 3:12
2. If I Can't Have You (versione estesa) – 3:58

## Formazione
Musicisti
- Shawn Mendes – voce, chitarra, programmazione
- Mark Williams – programmazione, tastiera, chitarra
- Raul Cabina – batteria, percussioni
- Ray "August Grant" Jacobs – cori
- Ryan Svendsen – tromba, flicorno soprano
- Nate Mercereau – chitarra, basso, pianoforte
- Teddy Geiger – chitarra, batteria, programmazione, tastiera
- Scott Harris – chitarra

Produzione
- Shawn Mendes – produzione
- Teddy Geiger – produzione
- Ojivolta – produzione aggiuntiva
- George Seara – registrazione, missaggio
- Zubin Thakkar – ingegneria del suono aggiuntiva
- Mike Gnocato – assistenza al missaggio

## Successo commerciale
If I Can't Have You ha debuttato alla 2ª posizione della Billboard Hot 100, il miglior risultato per Shawn Mendes nella classifica statunitense dei singoli. È stata la 2ª traccia più scaricata della settimana con 64 000 copie digitali vendute, l'8ª più ascoltata sulle piattaforme di streaming con 24 milioni di riproduzioni, e la 27ª più sentita in radio con un'audience di 35,7 milioni di ascoltatori.

## Classifiche

### Classifiche settimanali
| Classifica (2019) | Posizione massima |
| ----------------- | ----------------- |
| Argentina         | 91                |
| Australia         | 4                 |
| Australia         | 4                 |
| Austria           | 11                |
| Belgio (Fiandre)  | 11                |
| Belgio (Vallonia) | 11                |
| Canada            | 2                 |
| Corea del Sud     | 110               |
| Croazia           | 2                 |
| Danimarca         | 5                 |
| Estonia           | 6                 |
| Finlandia         | 13                |
| Francia           | 109               |
| Germania          | 14                |
| Grecia            | 4                 |
| Irlanda           | 7                 |
| Islanda           | 13                |
| Italia            | 31                |
| Lettonia          | 5                 |
| Libano            | 3                 |
| Lituania          | 4                 |
| Malaysia          | 5                 |
| Norvegia          | 11                |
| Nuova Zelanda     | 4                 |
| Paesi Bassi       | 11                |
| Polonia           | 11                |
| Portogallo        | 14                |
| Regno Unito       | 9                 |
| Repubblica Ceca   | 2                 |
| Romania           | 80                |
| Slovacchia        | 2                 |
| Slovenia          | 9                 |
| Spagna            | 56                |
| Stati Uniti       | 2                 |
| Svezia            | 10                |
| Svizzera          | 8                 |
| Ucraina           | 199               |
| Ungheria          | 3                 |

### Classifiche di fine anno
| Classifica (2019) | Posizione |
| ----------------- | --------- |
| Australia         | 37        |
| Austria           | 68        |
| Belgio (Fiandre)  | 41        |
| Belgio (Vallonia) | 90        |
| Canada            | 21        |
| Danimarca         | 47        |
| Lettonia          | 48        |
| Nuova Zelanda     | 49        |
| Paesi Bassi       | 53        |
| Polonia           | 83        |
| Portogallo        | 93        |
| Regno Unito       | 83        |
| Stati Uniti       | 29        |
| Svezia            | 96        |
| Svizzera          | 92        |
| Ungheria          | 40        |